# خوان کارلوس بئیدو
خوان کارلوس بئیدو (انگلیسی: Juan Carlos Vellido؛ زادهٔ ۱۸ مارس ۱۹۶۸) بازیگر و نویسنده اهل اسپانیا است. وی از سال ۲۰۰۰ میلادی تاکنون مشغول فعالیت بوده‌است.
از فیلم‌ها یا برنامه‌های تلویزیونی که وی در آن نقش داشته‌است، می‌توان به دختران تلفنچی، بدن نئونی، آرمان‌شهر، ستون فقرات شیطان، رقصنده طبقه بالا، سالوادور، دزدان دریایی کارائیب: سوار بر امواج ناشناخته، دوبار متولد شد، دزدان دریایی کارائیب: مردگان حکایت نمی‌کنند، چه، ایه‌رو و خطوط سفید اشاره کرد.